# Theme Building
Le Theme Building est une réalisation architecturale emblématique de l’aéroport international de Los Angeles. Sa partie extérieure est classée monument historique-culturel de Los Angeles (Los Angeles Historic-Cultural Monument) depuis le 18 décembre 1993 par la municipalité de Los Angeles.

## Présentation
Le Theme Building se situe au 209 World Way, dans le quartier de Westchester à Los Angeles, en Californie.
Sa forme caractéristique, rappelant celle d'une soucoupe volante au sol, en fait le symbole même de l’aéroport international de Los Angeles. 
Sa construction s’achève en août 1961, pour un montant de 2,2 millions de dollars. Il est conçu par les architectes Paul R. Williams, Pereira & Luckman, et Robert Herrick Carter, dans le cadre du projet d’aménagement du terminal Jet Age du LAX, qui se chiffre quant à lui à 50 millions de dollars. Avec ses arches paraboliques de 40 mètres de haut, son style futuriste reflète l’ère de la conquête spatiale qui s’ouvre à l’époque aux États-Unis et le rattache au mouvement architectural Jet Age alors en vogue dans le sud de la Californie.
Sa fonction première est de servir de plateforme d’observation, offrant un point de vue panoramique à 360° sur l’aéroport. Il est à noter cependant que la structure est fixe, elle n’est pas rotative. Mais le Theme Building accueille également depuis janvier 1997 un restaurant, l’Encounter, et un bar, le Genesis, conçus par la société Walt Disney Imagineering.
Il est environné de jardins luxuriants et d’une cour, commémorant l’ouverture du terminal et rendant hommage au premier employé de l’aéroport en 1928, un certain Henry Bakes.

## Univers de fiction
Le Theme Building apparaît dans de nombreux films au cinéma, à la télévision ou jeux-vidéo, sa forme caractéristique le rendant immédiatement reconnaissable. Il permet de situer facilement des scènes de départ ou d’arrivée à Los Angeles.
- Une vierge sur canapé (Sex and the Single Girl) de Richard Quine, 1964
- Columbo : 3e épisode de saison 2 de Columbo, intitulé Le grain de sable
- Grand Theft Auto: San Andreas et Grand Theft Auto V.
- générique de la série Embarquement immédiat

## Galerie
Vue extérieure

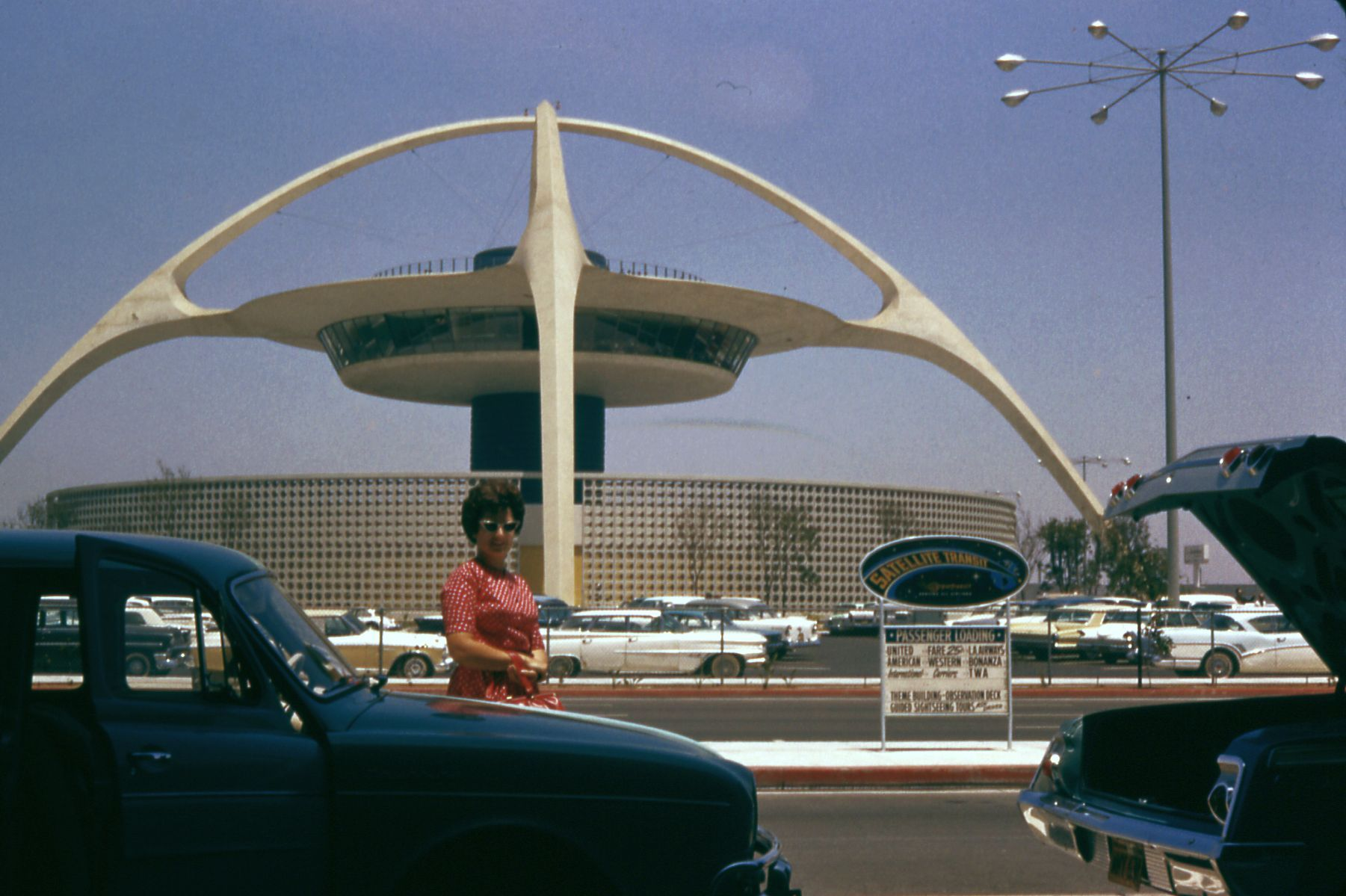
Le Theme Building en 1962
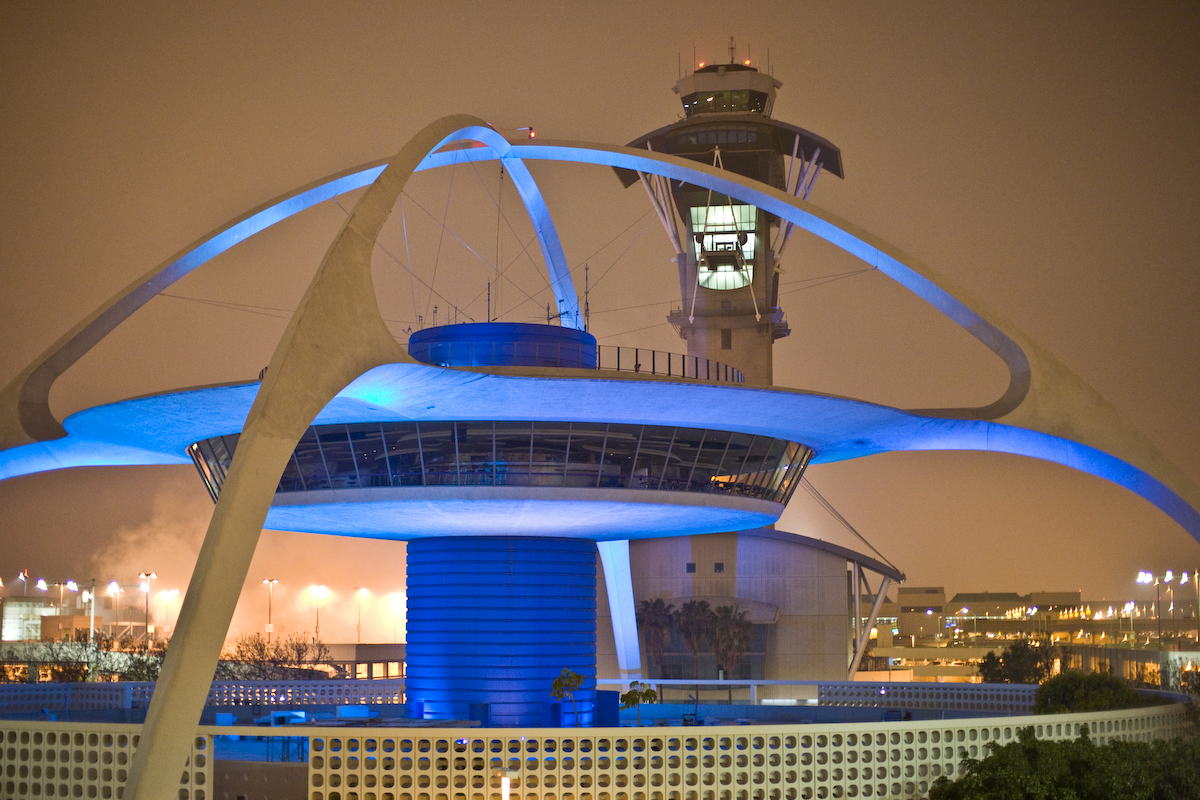
Le Theme Building de nuit
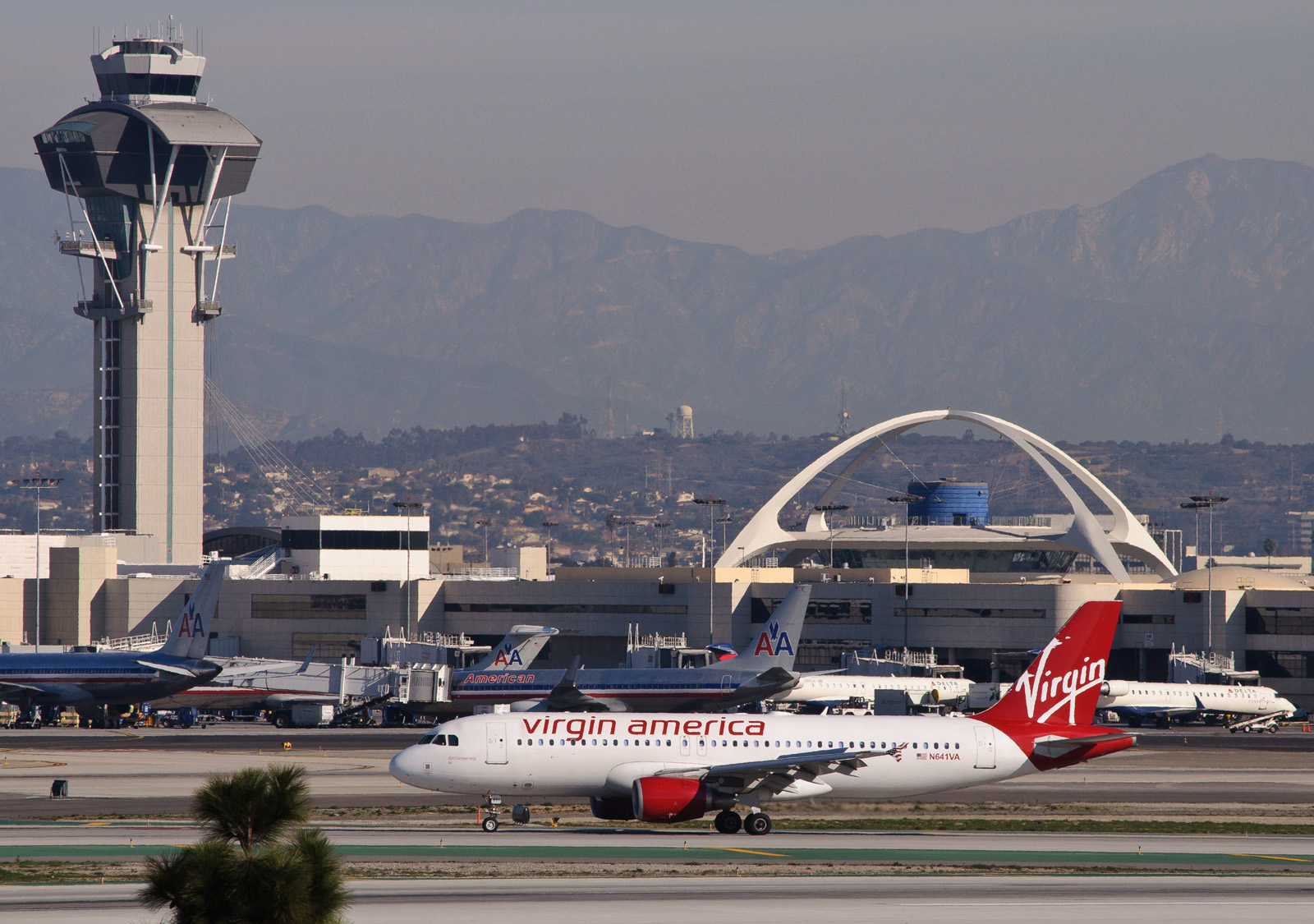
Le Theme Building et la tour de contrôle

Vue intérieure

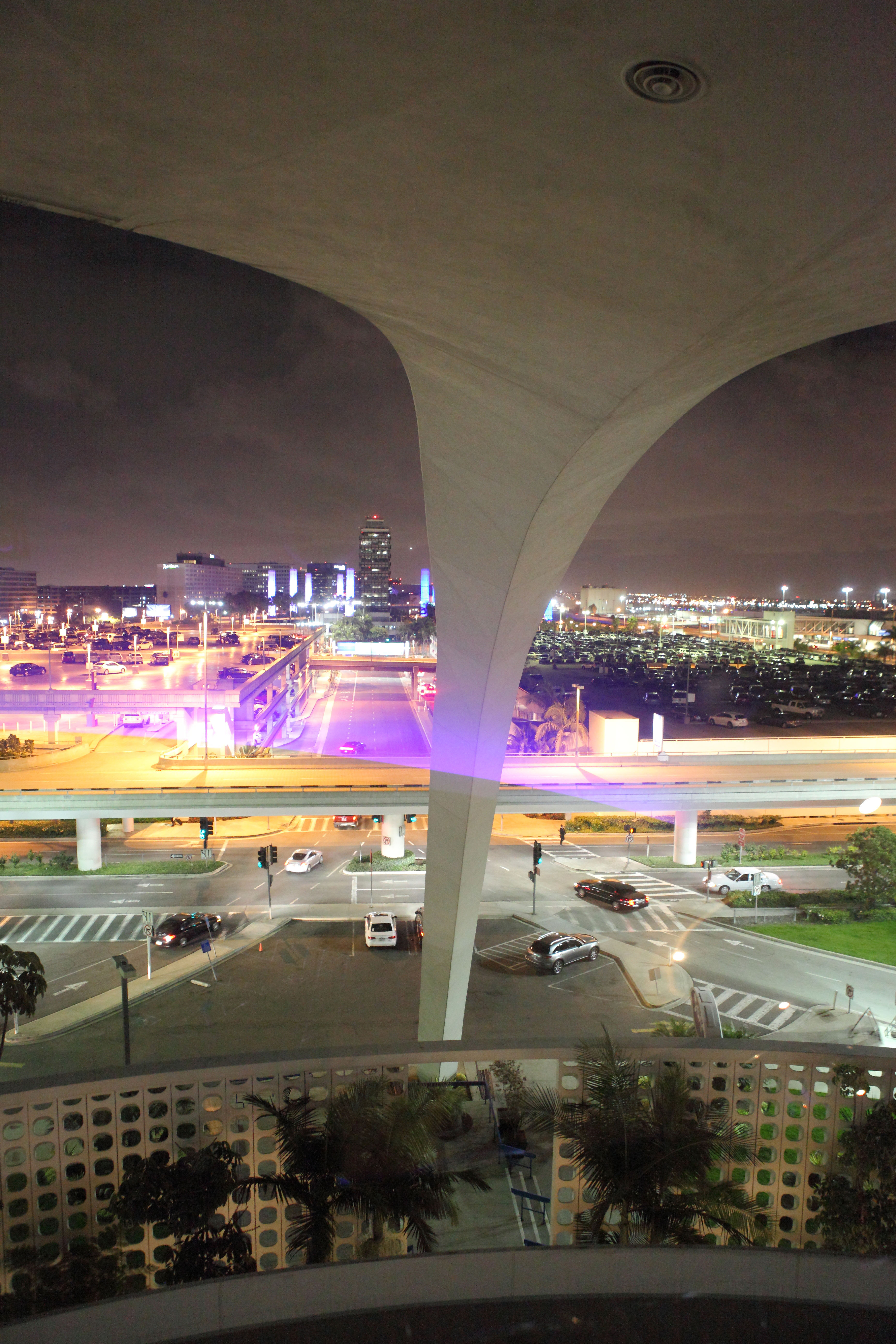
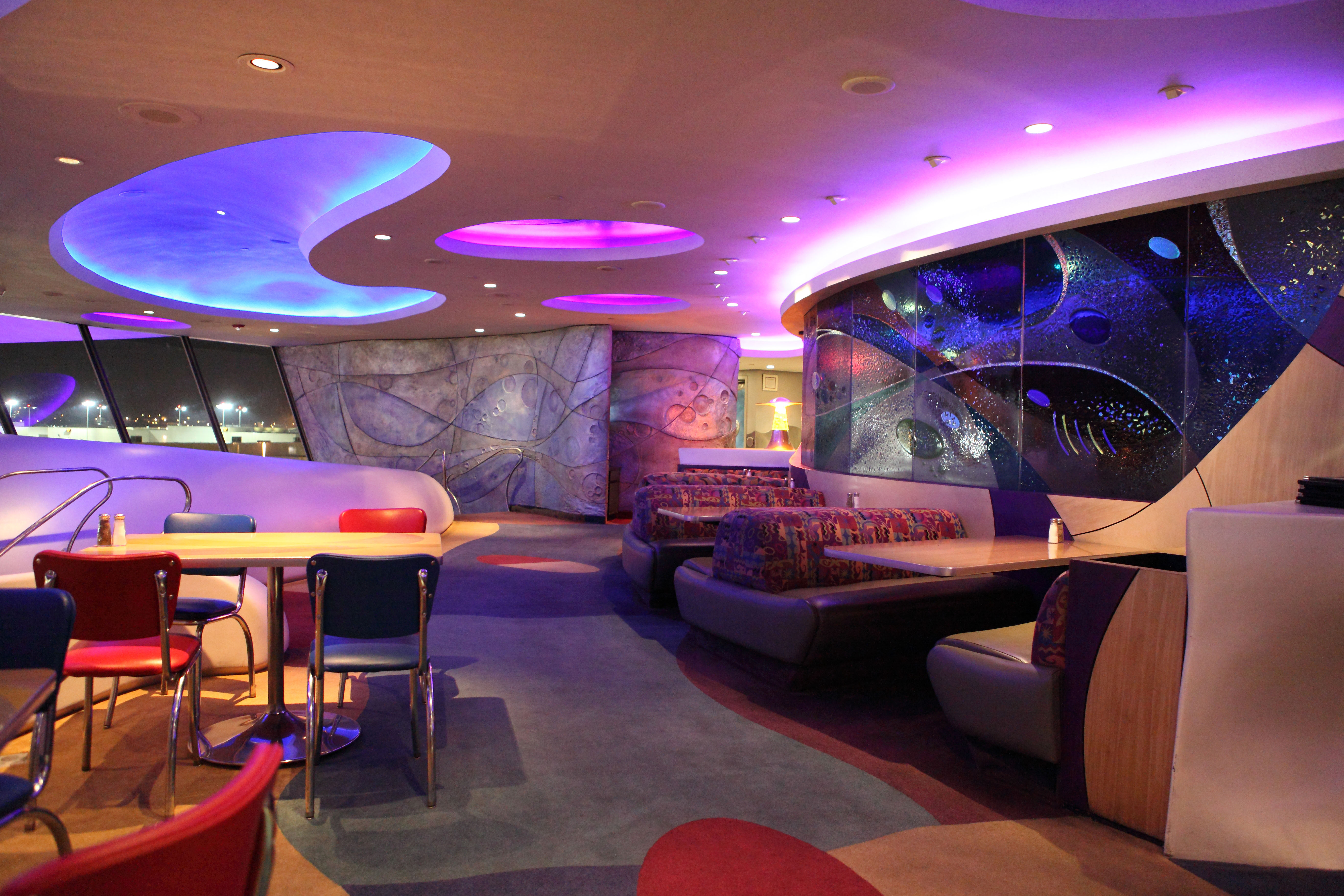
Encounter Restaurant & Bar